# Hotel, dulce hotel
Hotel, dulce hotel, setè disc de Joaquín Sabina, va ser presentat l'11 de maig de 1987 al Palau d'esports de la Comunitat de Madrid. Segons el cantant el disc va ser escrit en la seva major part a l'illa d'El Hierro.
El disc va ser gravat als Estudis Eurosonic de Madrid i editat als estudis Doublewtronics. El disc va arribar a les 400.000 còpies convertint l'autor en un dels artistes més famosos i ben pagats d'Espanya.

## Llista de cançons
1. "Así estoy yo sin ti"	- 5:08
2. "Pacto Entre Caballeros" - 4:13
3. "Que se llama soledad" - 6:18
4. "Besos de Judas" - 3:50
5. "Oiga, doctor" - 3:20
6. "Amores eternos" - 3:45
7. "Mónica" - 3:52
8. "Cuernos" - 3:56
9. "Hotel, dulce hotel" - 4:21